# Gerenciamento de tempo
Gerenciamento de tempo é o ato ou processo de planejamento e execução do controle consciente sobre a quantidade de tempo gasta com atividades específicas, especialmente para aumentar a efetividade, eficiência e produtividade.
É uma meta-atividades cujo objetivo é maximizar o benefício geral de um conjunto de outras atividades dada uma quantidade limitada de tempo.
O gerenciamento de tempo pode ser ajudado por um conjunto de habilidades, ferramentas e técnicas usadas para gerenciar tempo quando coisas específicas são realizadas: tarefas, projetos e objetivos de acordo com datas finais. Inicialmente, gerenciamento de tempo dizia respeito apenas a negócios ou atividades de trabalho, mas o termo foi expandido para incluir também atividades pessoais. Um sistema de gerenciamento de tempo é uma combinação de processos, ferramentas, técnicas e métodos. Porque esse tipo de gerenciamento é necessário em qualquer desenvolvimento de projeto, pois determina o tempo de realização e o escopo do mesmo.

## A importância do gerenciamento de tempo
Gerenciamento de tempo possibilita criar uma cultura de melhoria contínua. Através de técnicas de engenharia de produção e scrum, times conseguem identificar tarefas que resultam em real valor agregado ao serviço ou produto. Desta forma, tarefas de um processo que não agregam valor são colocadas para melhorias ou remoção.
Lições aprendidas são necessárias para que os times consigam manter o equilíbrio da qualidade e, consequentemente, aumentar a produtividade através do gerenciamento de tempo. Atualmente, gerentes de projetos têm utilizado ferramentas de gestão que oferecem métodos que facilitam o tempo estimado de cada atividade, pois líderes precisam fazer suposições fundamentadas sobre cronogramas e recursos necessários.
Os principais temas da literatura do gerenciamento de tempo incluem os seguintes tópicos:
- Criação de ambientes que levem a efetividade.
- Definição de prioridades.
- Cumprimento de atividades dessas prioridades.
- O processo de reduzir o tempo gasto em atividades não-prioritárias.

Gerenciamento de tempo tem sido considerado um subconjunto de diferentes conceitos tais quais:
- Gerenciamento de projeto: gerenciamento de tempo pode ser considerado um subconjunto do gerenciamento de projetos, sendo chamado nesse contexto de planejamento de projeto e agendamento de projeto.[3]
- Gerenciamento de atenção
- Gerenciamento pessoal de conhecimento

## Ver Também
- Matriz de Eisenhower